# 刘高倬
刘高倬（1943年—），男，中国企业管理专家，曾任中国一航党组书记、总经理，中国航空学会理事长，第十届全国政协委员。